# Boopis pusilla
Boopis pusilla är en calyceraväxtart som beskrevs av Rodolfo Amando Philippi. Boopis pusilla ingår i släktet Boopis och familjen calyceraväxter. Inga underarter finns listade i Catalogue of Life.